# 1997 (film)
Vous venez d’apposer le modèle de débat d'admissibilité.
Avant toute chose, veuillez créer la page de débat correspondante en cliquant ici.
- Une fois la page de vote initialisée, rafraîchissez cette page, et le bandeau prendra son aspect définitif.
- Si votre débat d'admissibilité est groupé (le motif et l’argumentation doivent être les mêmes), modifiez cette page pour ajouter au modèle le paramètre « cat » suivi du nom de la page de discussion de l’article pour lequel la page de débat existe déjà (ex. : cat=Discussion:Nom_de_l'autre_article). Ensuite, suivez les nouvelles instructions qui apparaissent.
- Vous pouvez également utiliser le paramètre « type » pour faciliter l’accès aux critères d’admissibilité. Exemple : {{suppression|type=mot-clé}}. Liste des mots-clés existants : fiction, musique, art visuel, fanzine, jeu de société, porno, sportif, association, enseignement, société, site web, route, nombre, (Liste complète ici).

| 1. | Créez la page de débat d'admissibilité.                                                                      | Sauvegardez d’abord la page pour l’initialiser puis indiquez votre motivation.     |
| 2. | Important : ajoutez une entrée dans la section Débat d'admissibilité du jour.                                | Utilisez ce texte : *{{L\|1997 (film)}}                                            |
| 3. | Pensez à informer les contributeurs principaux de la page et les projets associés lorsque cela est possible. | Utilisez ce texte : {{subst:Avertissement débat d'admissibilité\|1997 (film)}}~~~~ |

 (février 2025).
Si vous disposez d'ouvrages ou d'articles de référence ou si vous connaissez des sites web de qualité traitant du thème abordé ici, merci de compléter l'article en donnant les références utiles à sa vérifiabilité et en les liant à la section « Notes et références ».
Pour plus de détails, voir Fiche technique et Distribution.
1997 est un court-métrage d'animation muet réalisé par Tim Burton, sorti en 1974.

## Synopsis
Un monstre tentaculaire se faisant massacrer dans des gerbes de sang vermillon par une pince coupante sortant d’une boîte. Le film se termine par la mort du monstre.

## Commentaires
Quand il réalise ce film, Tim Burton est alors âgé de 16 ans. Le jeune homme s’est assez considérablement amélioré dans le domaine en comparaison avec le film sur les hommes préhistoriques réalisé en 1971. Ici, pas d’acteur, pas de scénario très construit, uniquement un monstre tentaculaire se faisant massacrer dans des gerbes de sang vermillon par une pince coupante sortant d’une boîte. Nous sommes véritablement face à une volonté d’expérimentation dans le domaine de la stop-motion, avec une affirmation, pour la première fois dans un film, d’une création plastique propre à Burton qui a lui-même modelé le monstre présenté.
Le film ne présente aucun scénario. Et Burton a modelé en autonomie le monstre.